# Úlice (zámek)
Úlice jsou barokní zámek ve stejnojmenné obci v okrese Plzeň-sever. Postaven byl nejspíše na místě starší tvrze v osmnáctém století. Zámecká budova je včetně přilehlého parku chráněná jako kulturní památka ČR.

## Historie
Prvním panským sídlem v Úlicích byla gotická tvrz, která podle Augusta Sedláčka mohla stát již v roce 1329. První písemná zmínka o ní pochází až ze druhé poloviny patnáctého století, kdy byla vesnice v letech 1467 a 1471 vypálena během válek za vlády krále Jiřího z Poděbrad. V té době patřila bratrům Jindřichovi a Janovi Úlickým z Úlic. Janovým potomkům potom vesnice s tvrzí patřila až do roku 1674, kdy zemřel Jindřich Jiří Úlický z Úlic. Jeho dcera Barbora Lidmila Úlická se provdala za Viléma Leopolda z Říčan a Úlice jim patřily ještě v roce 1695, kdy mu zemřeli dva synové. Později se zadlužil natolik, že musel roku 1703 rozprodat veškerý majetek a odstěhovat se.
Významným majitelem se stal Jindřich Zikmund ze Schirndingu, který vesnici získal roku 1713. Podařilo se mu získat také Chotěšovičky, Kozolupy, Kunějovice, Ošelín a Řebří. Později se panství až na Úlice a Chotěšovičky rozpadlo, ale přibyla k němu ještě Jezná. Někdy v té době nebo snad až ve druhé polovině osmnáctého století byla stará tvrz přestavěna na barokní zámek. Roku 1783 ho zdědil Josef Václav Soyer z Burgsburgu a Edlingu, od kterého jej v roce 1795 koupil sklářský podnikatel Alois Haffenbrädl. Po něm se mezi majiteli vystřídali český zemský rada Anastaz Herbig (od roku 1801), jeho syn Josef Prokop Herbig, rytíř Antonín Cecinkar z Birnitzu (od roku 1833), Rudolf Dombrowský (od roku 1859), Bedřich Stadion-Thannhausen (od roku 1889) a od roku 1900 rodina Macenauerů. Ve druhé polovině dvacátého století v budově sídlilo ředitelství státního statku.

## Stavební podoba

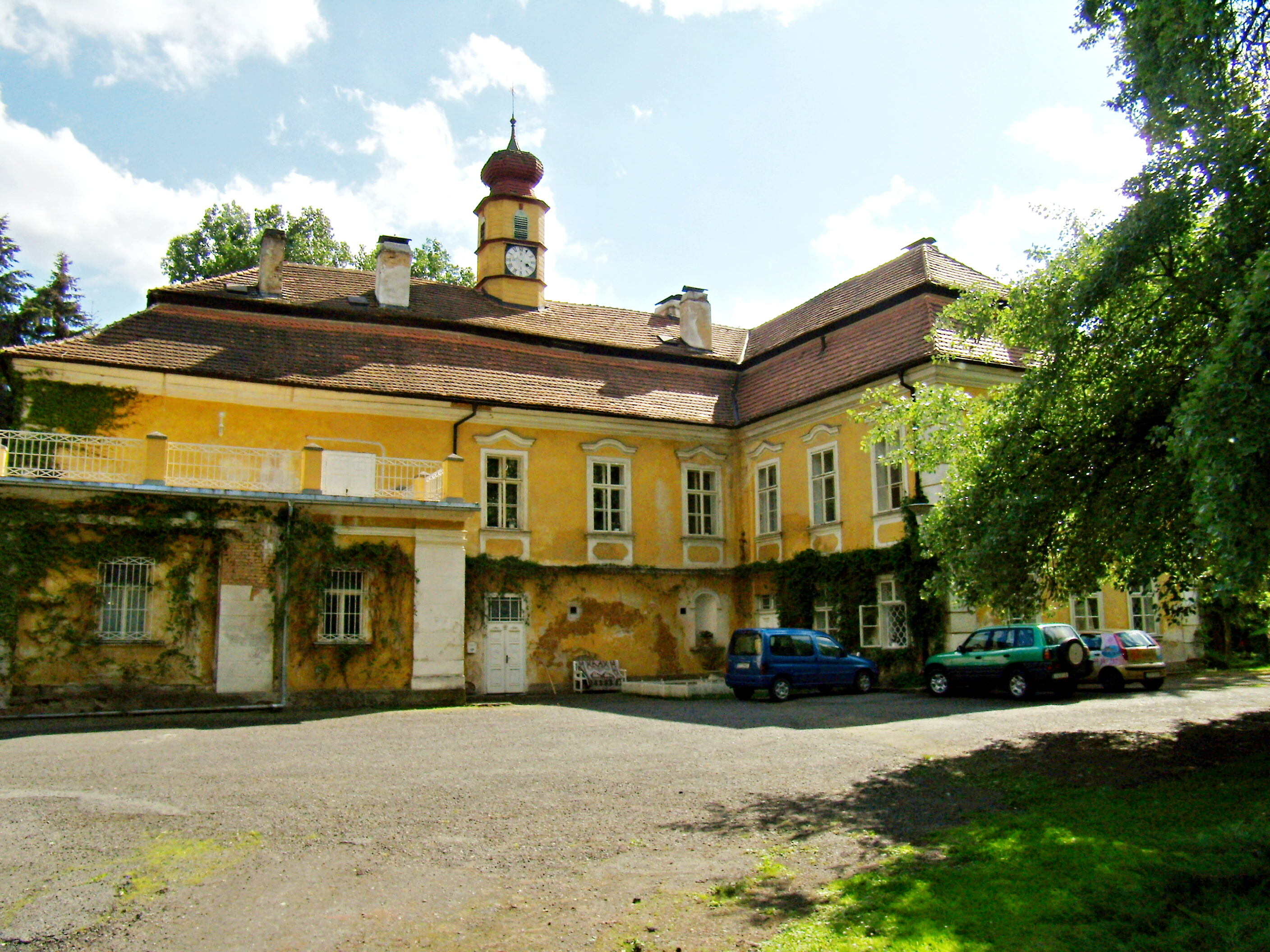
Severní průčeli

Jednopatrová zámecká budova je trojkřídlá a má mansardovou střechu, ze které vybíhá osmiboká vížka završená cibulovou střechou. Východní přízemní křídlo je mladší. Fasádu člení kordonová římsa, bosovaná nároží a okna s úzkými šambránami a trojhrannými nebo segmentovými suprafenestrami. V interiéru jsou použity plackové klenby, ale podle jiných zdrojů jsou v přízemí použity stlačené valené klenby a klenby křížové.
Na jižní straně zámku býval parter s květinovou broderií, zatímco na severní stranu navazuje anglický park.